# Rumšiškės
Rumšiškės (yiddish : רומשישאָק, Rumshishok) est une ville de Lituanie située à 20 kilomètres à l'est de Kaunas. Sa population est de 1 651 habitants en 2011.

## Histoire
Rumšiškės est mentionnée pour la première fois au XIVe siècle. De 1940 à 1941, un camp de concentration soviétique est construit à proximité.
Après 1941, le camp a été utilisé par les Nazis. Au cours de la Seconde Guerre mondiale, la communauté juive locale est assassinée par les Allemands et les nationalistes lituaniens lors d'exécutions de masse,.
La partie sud de la ville est maintenant sous les eaux du lac artificiel créé pour le réservoir d'eau de Kaunas, elle comprenait la vieille ville. L'église locale est déplacée à cette occasion.
En 1974 ouvre dans la ville un des plus importants musées ethnographiques d'Europe. Il aborde différents aspects de l'histoire et de la culture lituanienne.

## Galerie

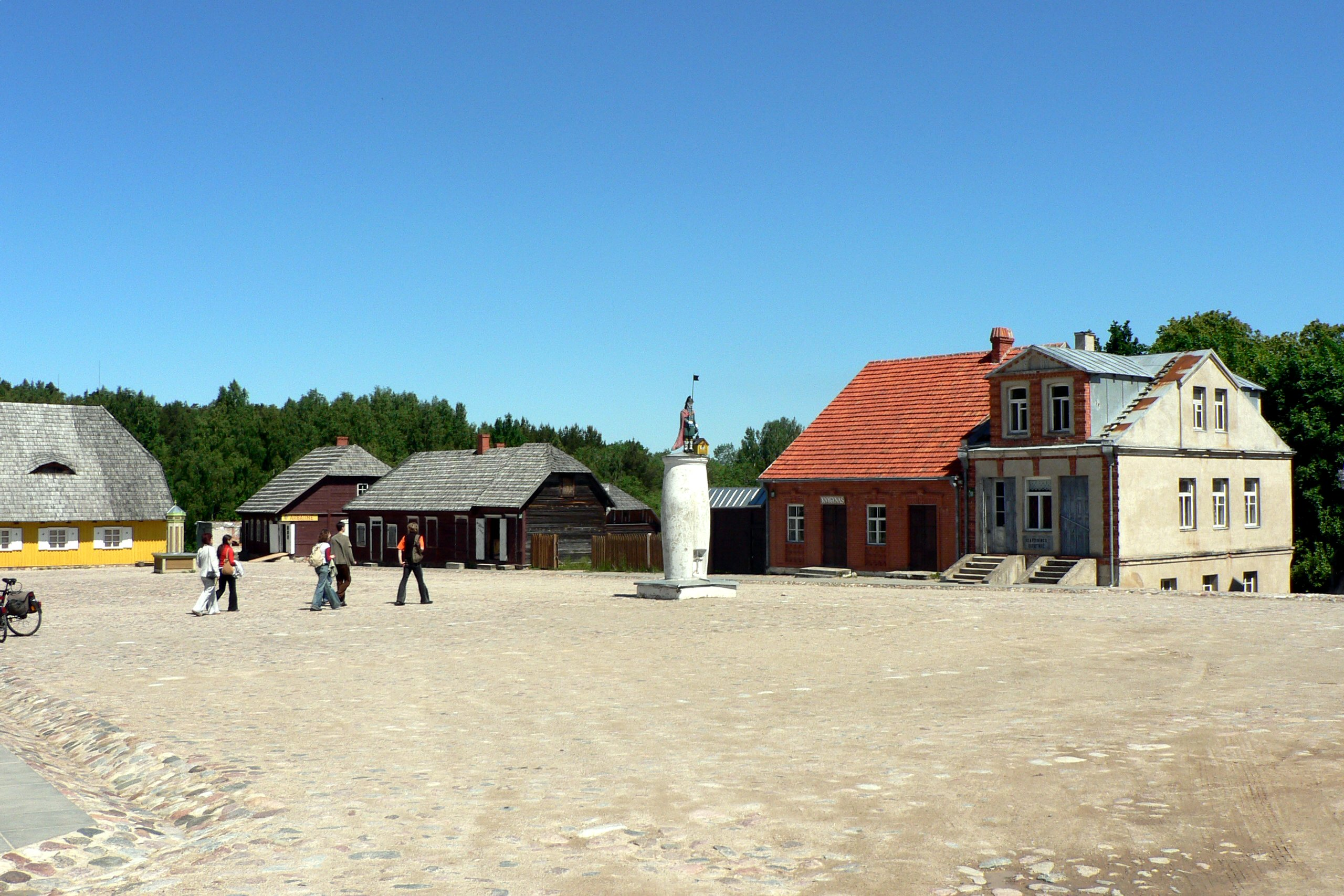
Photo du musée.
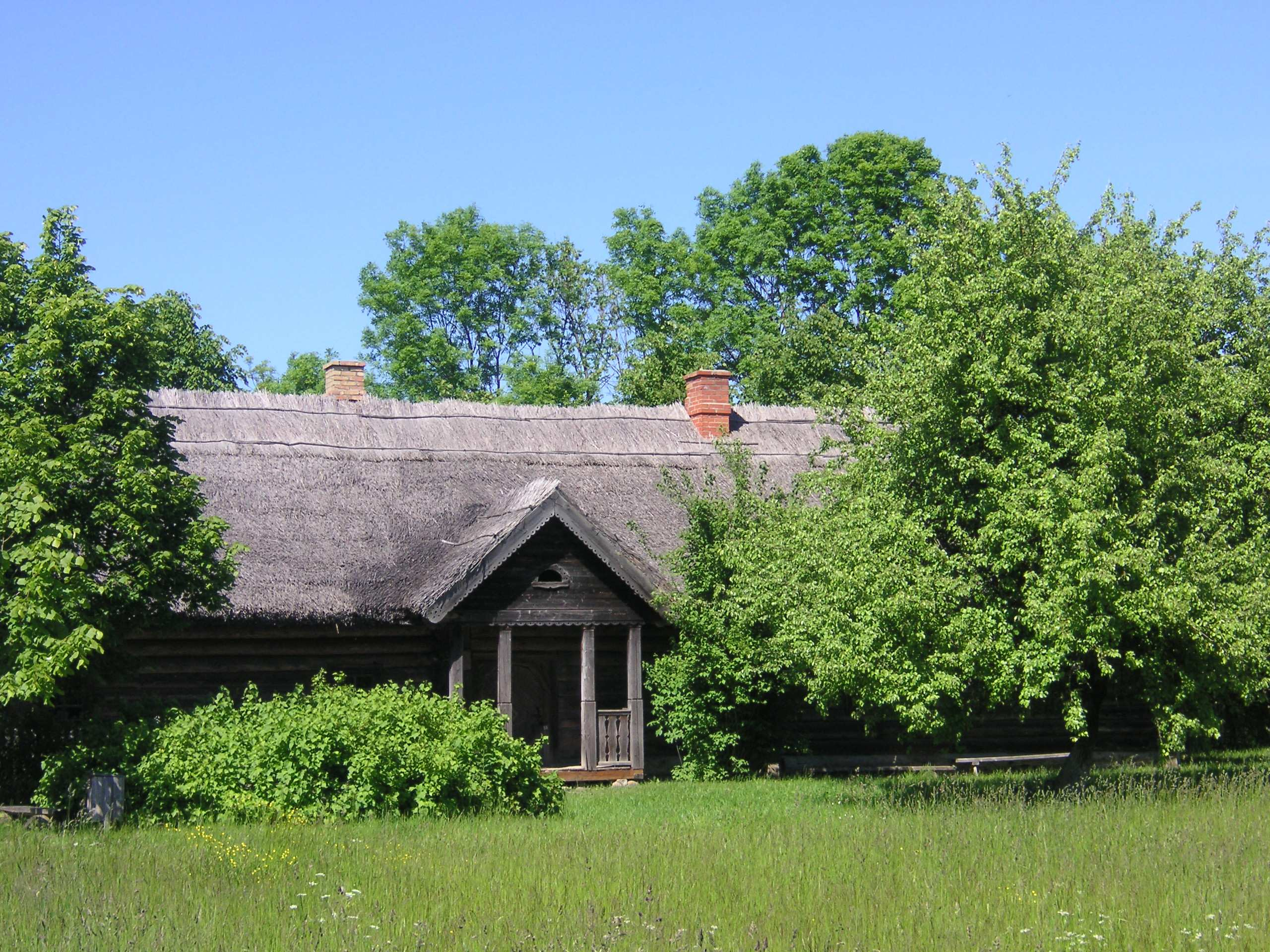
Maison en bois du musée.
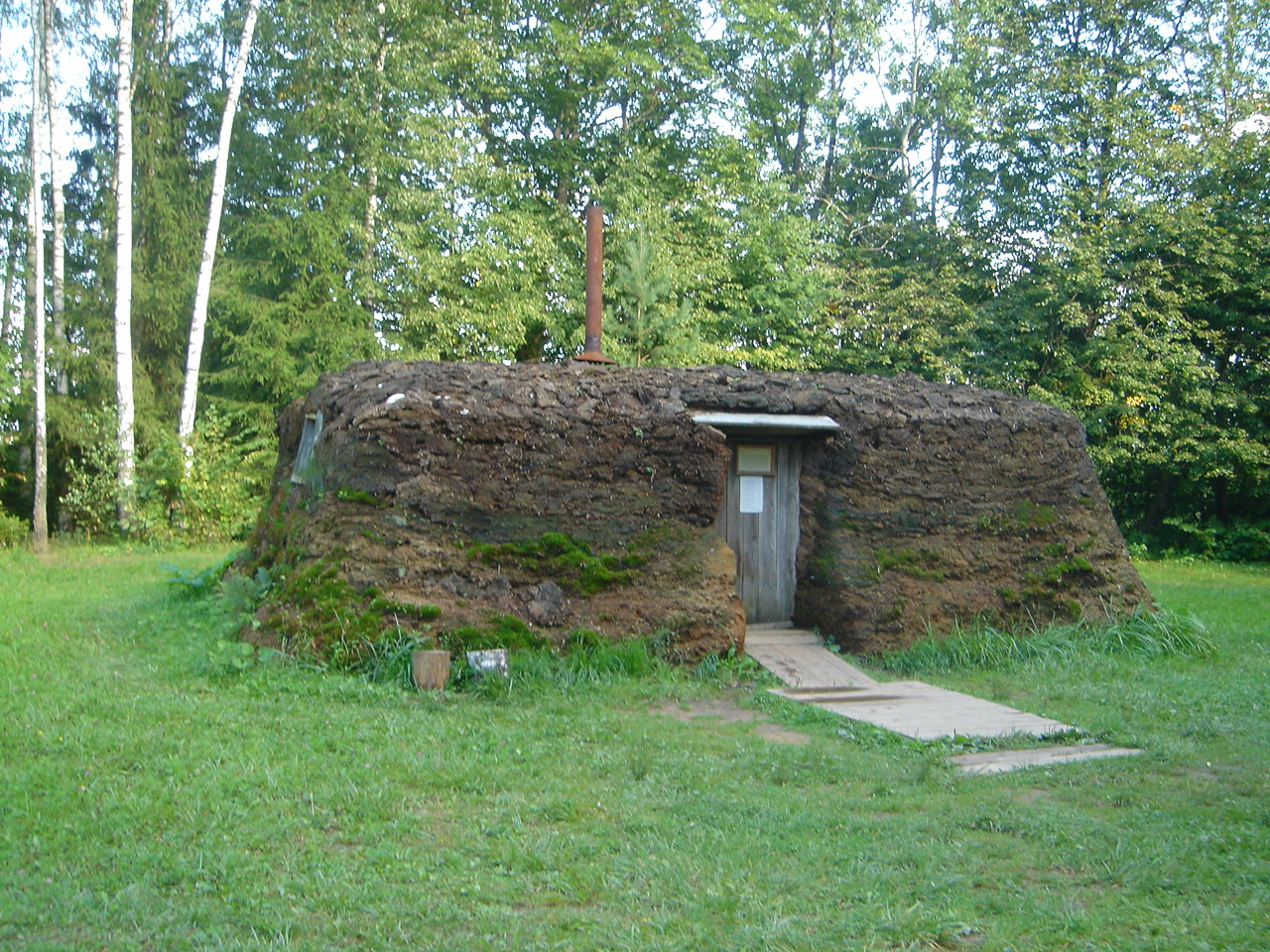
Ancien logement ayant abrité des Lituaniens déportés vers la Sibérie.